# Argyractis argyrophora
Argyractis argyrophora là một loài bướm đêm trong họ Crambidae.